# Manuel Manahan

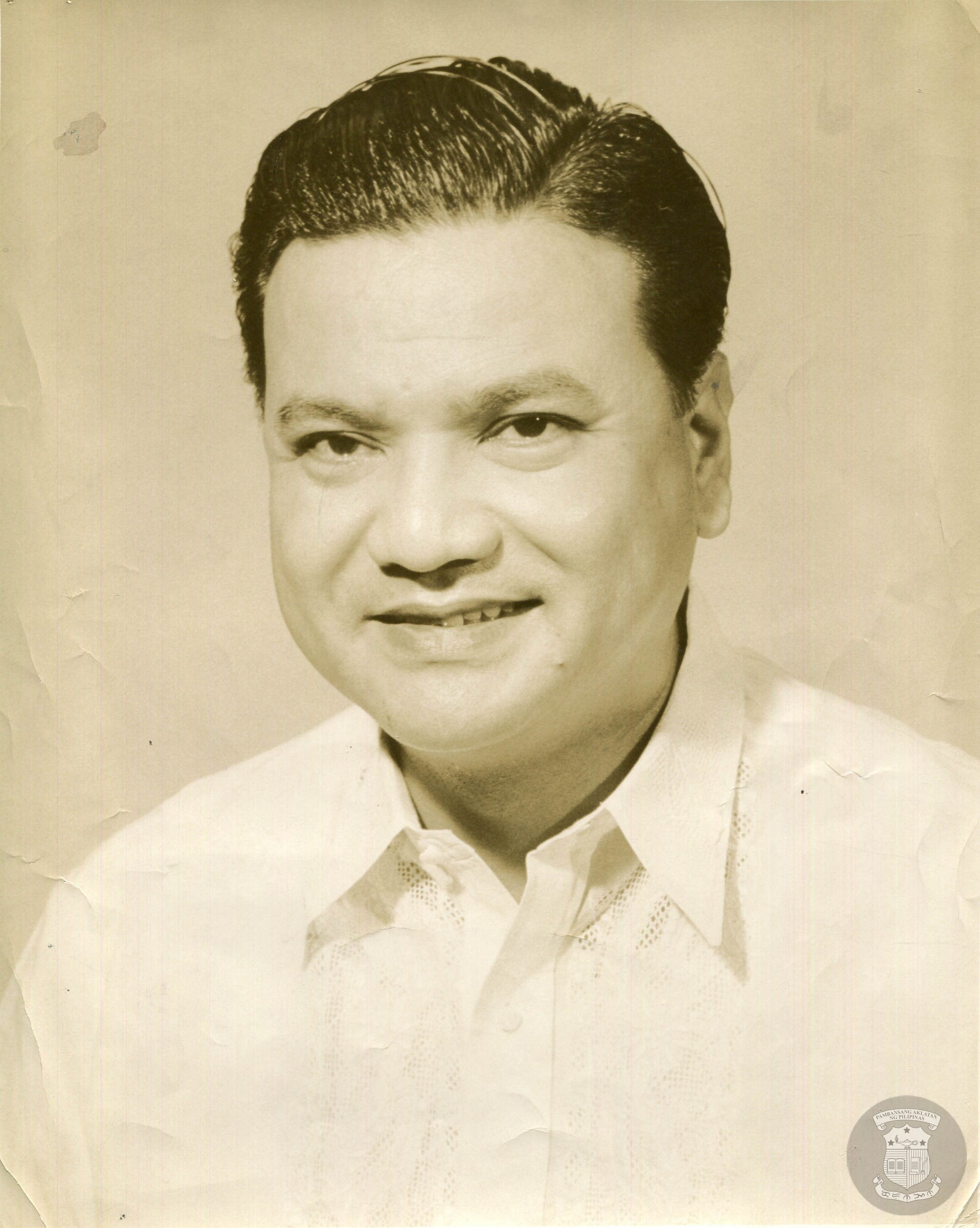
Manuel Manahan

Manuel Perez Manahan (Manilla, 1 januari 1916 – Caba, 18 mei 1994) was een Filipijns politicus. In 1957 was Manahan een van de drie presidentskandidaten. Hij eindigde als derde, achter winnaar Carlos Garcia. In 1961 werd hij gekozen als lid van de Filipijnse Senaat. Halverwege zijn senaatstermijn deed hij bij de verkiezingen van 1965, als running mate van Raul Manglapus, een gooi naar het vicepresidentschap. Ook bij deze verkiezingen eindigde hij als derde.

## Biografie
Manuel Manahan werd geboren op nieuwjaarsdag 1916 en was het derde kind uit een gezin van zes kinderen van Juan Manahan en Cleotilde Perez. Manaha volgde zijn opleiding aan de Ateneo de Manila University waar hij in 1937 zijn Bachelor of Arts-diploma haalde. Al voor het behalen van zijn diploma was hij al actief als fabrikant van frisdrank. Ook richtte hij in 1933 Philippine Standard Products Company op. Na zijn afstuderen trad hij in dienst bij Heacock’s, waar hij werkte onder de president van het bedrijf, Samuel F. Gaches.
Na de bezetting door de Japanners in de Tweede Wereldoorlog werd hij arresteert op verdenking van betrokkenheid bij het Filipijnse leger en werd hij gevangengezet in Fort Santiago. Hij deelde zijn cel met onder andere Eulogio Rodriguez, kolonel Jose Olivares, en Bienvenido de la Paz, een journalist van de Spaanstalige krant ‘El Debate’. De omstandigheden waaronder Manahan en zijn medegevangen leefden waren zwaar. De cel was overvol en zat vol met ongedierte. Daarnaast werden de gevangenen regelmatig door de Japanners mishandeld of gemarteld. Na zijn vrijlating ging werken voor de ondergrondse pers. Hiervoor werd hij later door de Amerikanen onderscheiden middels een benoeming tot officier in het Legioen van Verdienste.
Na de oorlog was hij redacteur en uitgever van de politieke krant, ‘Free Philippines’. Weer later gaf hij enkele andere kranten uit: ‘Liberty News’, een Engelstalige krant; Bagong Buhay, een krant in het Tagalog en ‘La Voz de Manila’, een Spaanstalige publicatie.
Bij de verkiezingen van 1961 werd Manahan gekozen voor een termijn van zes jaar gekozen in de Senaat. Als senator zette hij zich samen met partijgenoot en senator Manglapus onder andere in voor de ‘Decentralization Bill’, waardoor lokale overheden meer autonomie werd toebedeeld. Hij was voorzitter van de senaatscommissies voor Bankwezen, bedrijven en ondernemingen, Wetenschappelijk Management en Nationale Defensie en Veiligheid, Culturele Minderheden en Provinciale en Gemeentelijke Overheden. Tevens was hij lid van de senaatscommissie voor benoemingen.
Manahan overleed op 78-jarige leeftijd aan de gevolgen van hartfalen. Hij was op dat moment nog voorzitter van de raad van bestuur van College Assurance Plan (CAP) en dochteronderneming CAP Pension Corporation.